# Пирамидальная дидакна
Пирамидальная дидакна (лат. Didacna pyramidata) — вид солоноватоводных двустворчатых моллюсков семейства сердцевидок (Cardiidae). Раковина округло-треугольная, очень высокая, длиной до 30—45 мм, высотой до 38 мм. Эндемик Каспийского моря. Распространён в Южном Каспии и на юге Среднего Каспия на глубинах 30—100 м, реже до 130 м. Обитает на мягких грунтах.

## Описание
Раковина округло-треугольная, очень высокая, относительно толстостенная и выпуклая. Длина раковины до 30—45 мм, высота до 38 мм, выпуклость до 31 мм. Макушка сильно выступающая, смещена к переднему краю. Поверхность раковины покрыта 28—38 уплощёнными узкими радиальными рёбрами, которые разделены узкими промежутками. Килевой перегиб хорошо выражен и иногда выделен более хорошо развитым ребром. У молодых особей в правой створке есть латеральные зубы, редуцирующиеся с возрастом. Окраска раковины кремовая. Внутренняя поверхность белая, с жёлто-коричневым пятном на заднем крае. Периостракум довольно тонкий, коричневатый.

### Отличия от других видов
Тригоновидная дидакна (Didacna trigonoides) отличается от данного вида более выпуклой раковиной с более выступающей макушкой, меньшим числом рёбер и более коротким лигаментом.
Раковина похожего ископаемого вида Didacna subpyramidata в отличие от D. pyramidata имеет меньше рёбер, менее резкий килевой перегиб, более выступающую макушку и в среднем она более выпуклая.
У ископаемой Didacna praetrigonoides раковина по сравнению с D. pyramidata несколько более выпуклая и удлинённая, а её макушка более выступающая.

## Распространие и экология
Эндемик Каспийского моря. Распространён в Южном Каспии и на юге Среднего Каспия на глубинах 30—100 м. Известны редкие находки на глубинах 111,2—130 м. Обитает на мягких грунтах в водах с солёностью не менее 10—12 ‰. Живые экземпляры встречаются редко.
Охранный статус вида не установлен. В исследованиях 2000-х и 2010-х годов живых экземпляров обнаружено не было.

## Происхождение
Данный вид, как и большинство современных представителей рода Didacna, возник в Каспийском море около 7 тысяч лет назад. В ископаемом состоянии он известен из голоценовых отложений (новокаспийский горизонт). Согласно Л. А. Невесской (2007) вид вместе с Didacna trigonoides произошёл от Didacna praetrigonoides.

## Таксономия
Впервые вид был описан русским зоологом Оскаром Андреевичем Гриммом в 1877 году под названием Cardium pyramidatum по живым особям, найденным в Южном Каспии на глубинах 42—130 м. Эти экземпляры хранятся в коллекции Зоологического института Российской Академии наук. В 1967 году Б. М. Логвиненко и Я. И. Старобогатов в качестве лектотипа обозначили экземпляр, найденный Гриммом на глубине 75 м (39°47′ с. ш. 49°59′30″ в. д.).